# 주정 (홍무제의 6남)

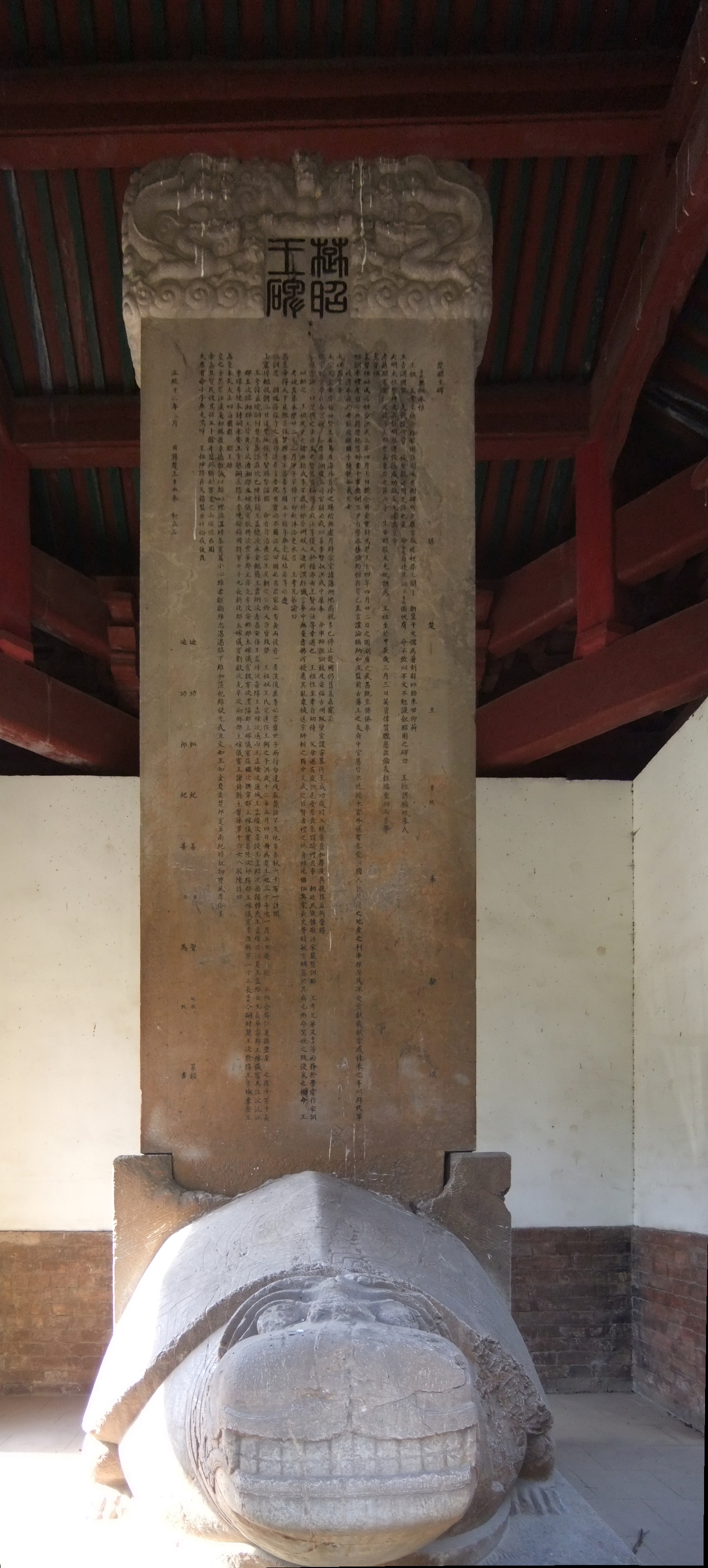
명 초왕묘에 있는 초소왕비

주정(중국어: 朱楨, 1364년 4월 5일 - 1424년 3월 22일)은 명나라 1대 초왕이자, 명 태조의 5남이다. 어머니는 충비 호씨이다.

## 생애
갑진년 (원 지정 24년) 3월 3일 (1364년 4월 5일)에 태어났다. 그가 태어났을 때, 명 태조 주원장의 군병이 무창을 함락하였고, 주원장은 매우 기뻐하며 군신들에게 "武昌古何地也"라고 하였고, 주원장은 "子长，予楚"라고 말했다. 홍무 3년 (1370년) 4월 7일에 주정을 제왕(齊王)으로 하여, 제왕의 인장을 주조하였는데, 세번이나 주조했는데도 실패하였다. 주원장은 과거 초나라에 봉했던 일을 기억하여, 주정을 초왕(楚王)으로 다시 봉했다. 홍무 14년 4월 22일에 무창부를 번으로 받았다. 왕씨를 비로 맞이하였고, 정원후 왕필의 딸이다.
주정은 1385년에 탕화, 주덕흥과 함께 퉁고와 쓰저우 (지금의 구이저우성 안)의 소수민족 반란을 진압하라는 명령을 받았다. 1397년, 고주 (지금의 구이저우성 안)의 소수민족 반란을 토벌하는 사령관으로 임명되었다. 그는 영락 22년 (1424년) 2월 22일에 사망하여, 무창 영천산에 묻혔다. 사후 시호를 소(昭)라 하여, 초소왕(楚昭王)이라고도 한다. 아들 주맹완이 초왕의 작위를 계승했다.

## 가계

### 처
- 왕씨(王氏, 1363년 - 1397년) : 정원후 왕필의 딸. 홍무 12년 (1379년), 초왕비(楚王妃)에 책록.

### 첩
- 반씨(潘氏)
- 이씨(李氏)
- 화씨(華氏)

### 자녀
- 서장남 : 파릉도간왕(巴陵悼簡王) 주맹총
- 서차남 : 영안의간왕(永安懿簡王) 주맹형
- 적3남 : 초세자(楚世子) → 초장왕(楚莊王) 주맹완
- 적4남 : 수창안희왕(壽昌安僖王) 주맹작
- 서5남 : 숭양정간왕(崇陽靖簡王) 주맹위 - 반씨 소생
- 서6남 : 통산정공왕(通山靖恭王) 주맹약 - 이씨 소생
- 서7남 : 통성장정왕(通城莊靖王) 주맹찬 - 화씨 소생
- 서8남 : 경릉순정왕(景陵順靖王) 주맹소
- 서9남 : 약양도혜왕(岳陽悼惠王) 주맹관
- 서10남 : 강하강정왕(江夏康靖王) 주맹거
- 장녀 : 화용군주(華容郡主) -  마주(馬注)에게 하가
- 차녀 : 원강군주(沅江郡主) -  요절
- 3녀 : 임상군주(臨湘郡主) -  요절
- 4녀 : 청상군주(清湘郡主) -  경수(耿琇)에게 하가
- 5녀 : 운몽군주(雲夢郡主) -  요절
- 6녀 : 안향군주(安鄉郡主) -  위녕(魏寧)에게 하가
- 7녀 : 예양군주(澧陽郡主) -  장감(張鑑)에게 하가
- 8녀 : 흥녕군주(興寧郡主) -  갈륭(葛隆)에게 하가
- 9녀 : 기양군주(祁陽郡主) -  이징(李澄)에게 하가

## 묘소
1990년 12월 5일부터 1991년 1월 10일까지 후베이성 문화재 고고학 연구소가 주관하고, 우한시박물관과 우창현박물관의 고고학자들이 참여하여, 공동으로 명 초소왕묘를 발굴하였다.

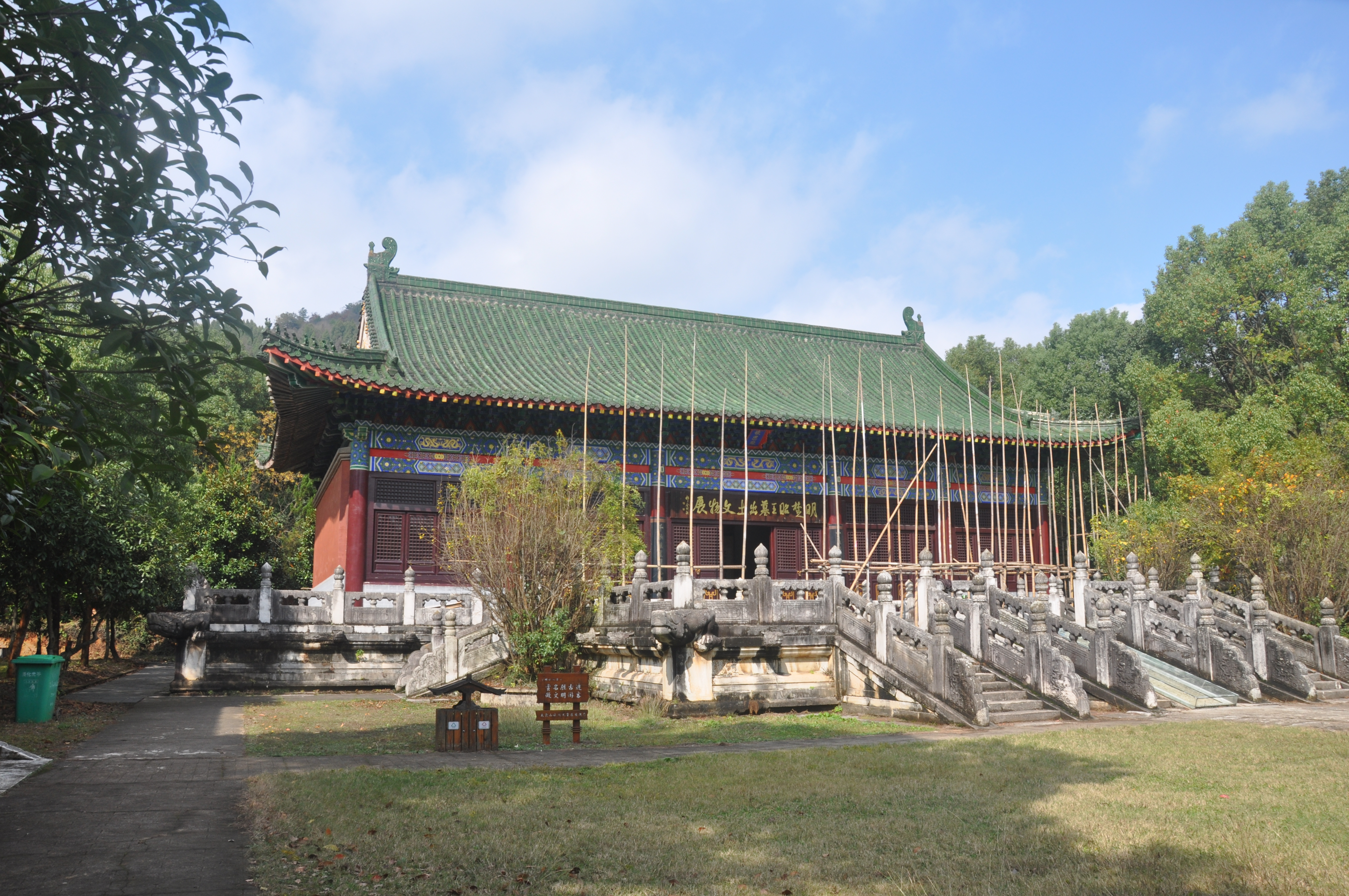
명 초소왕묘에 복원된 향전
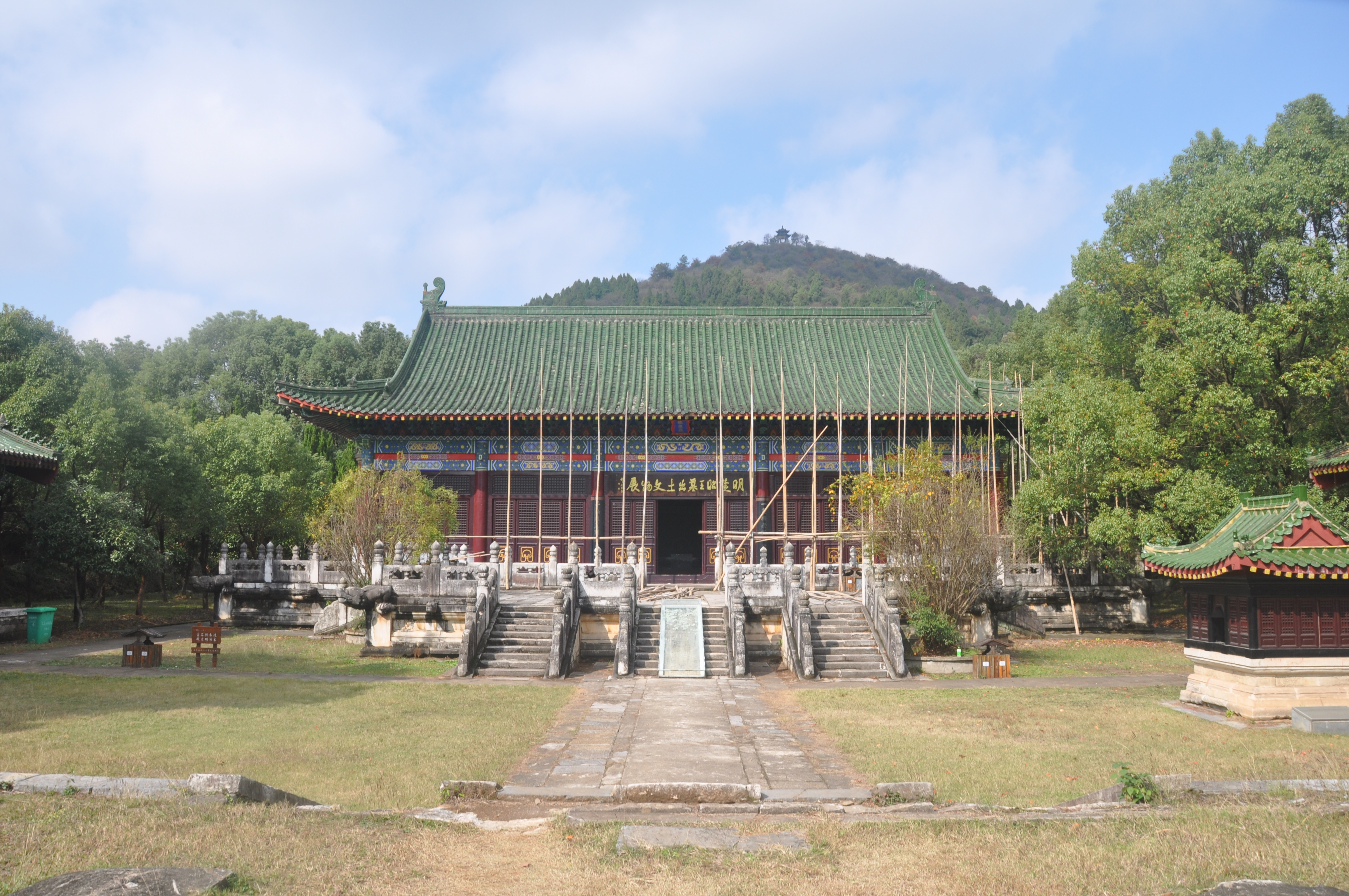
명 초소왕묘 향전
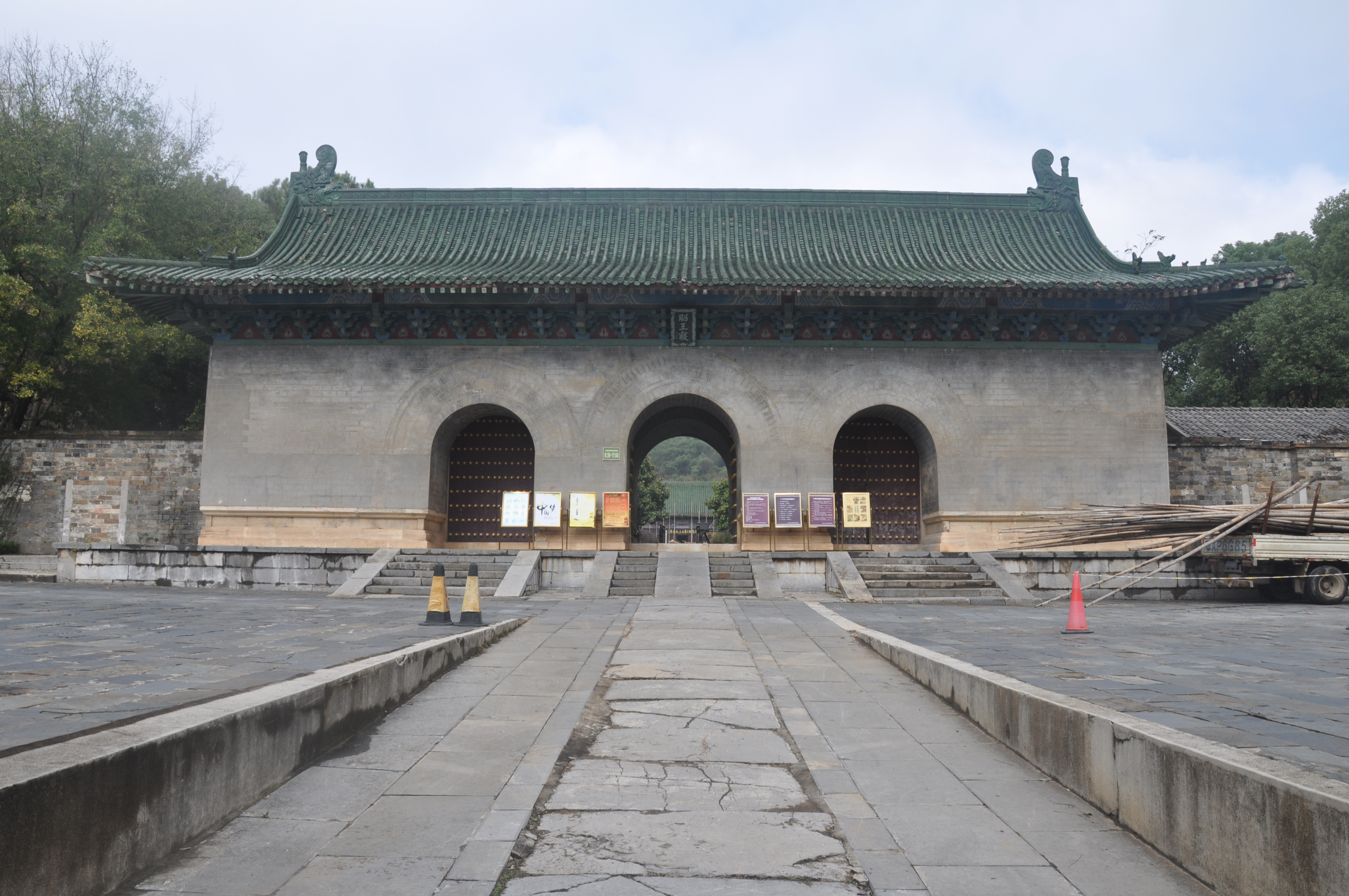
명 초소왕묘 대문
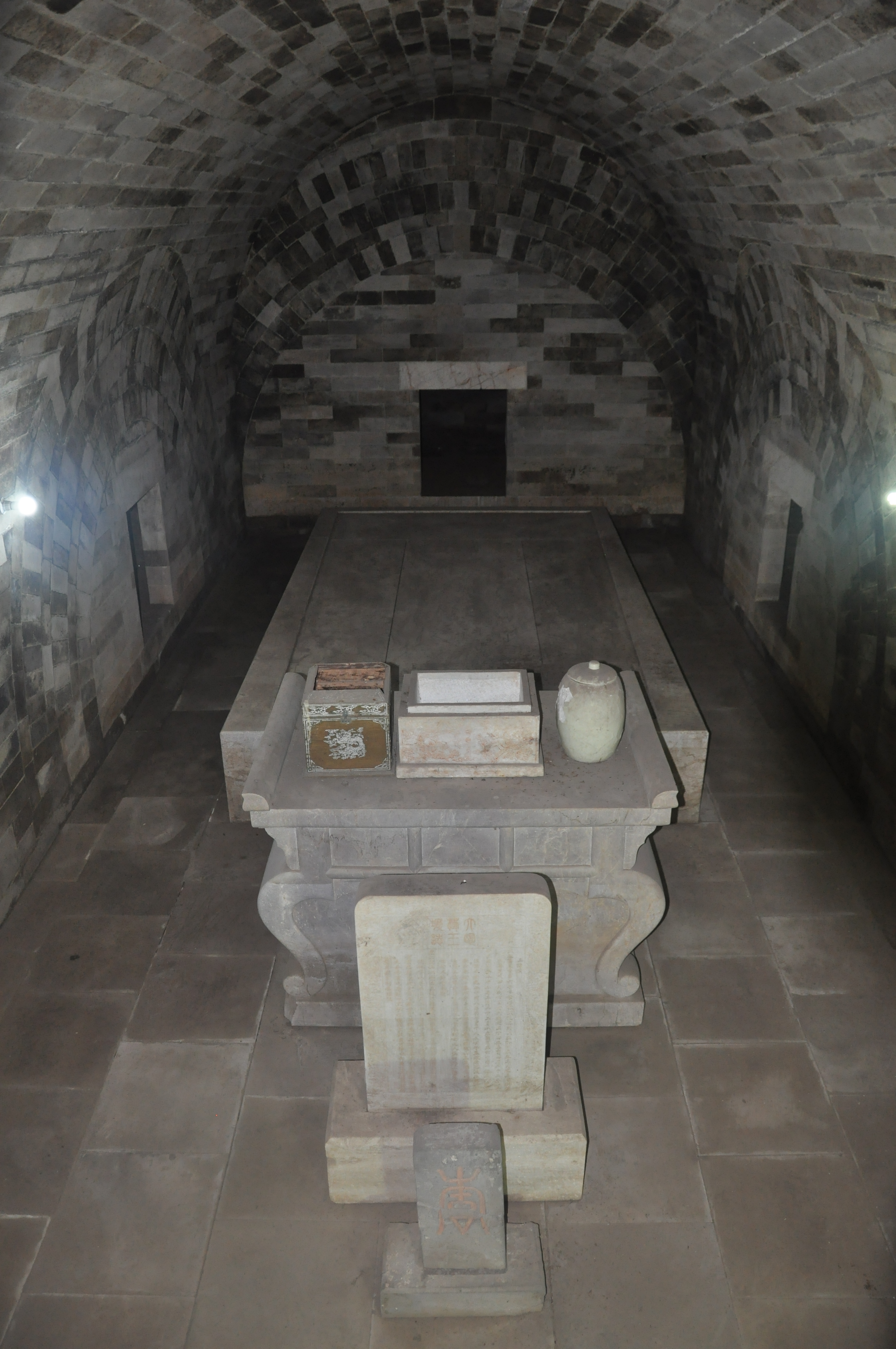
명 초소왕묘 묘실
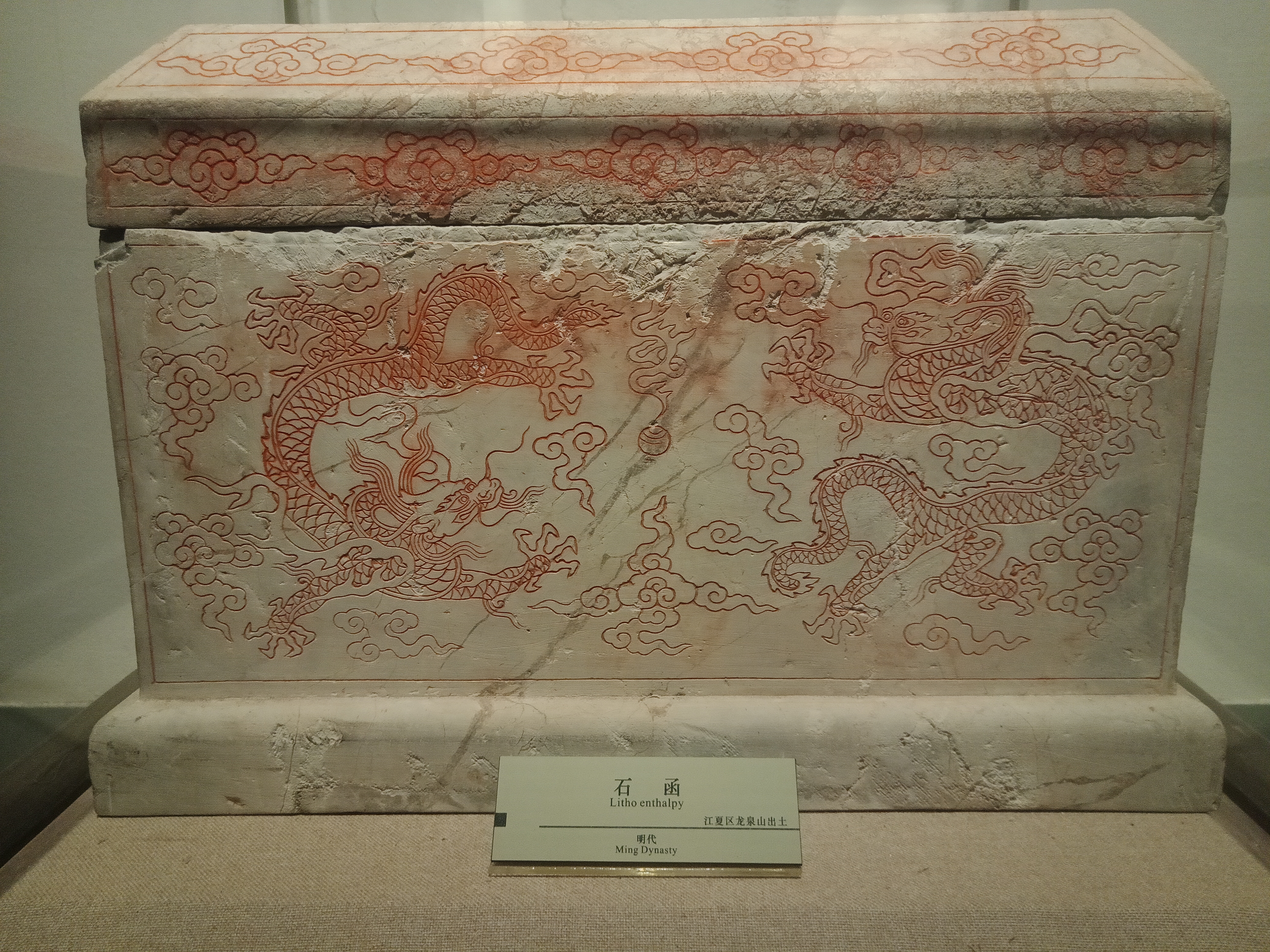
명 초소왕 출토 석함
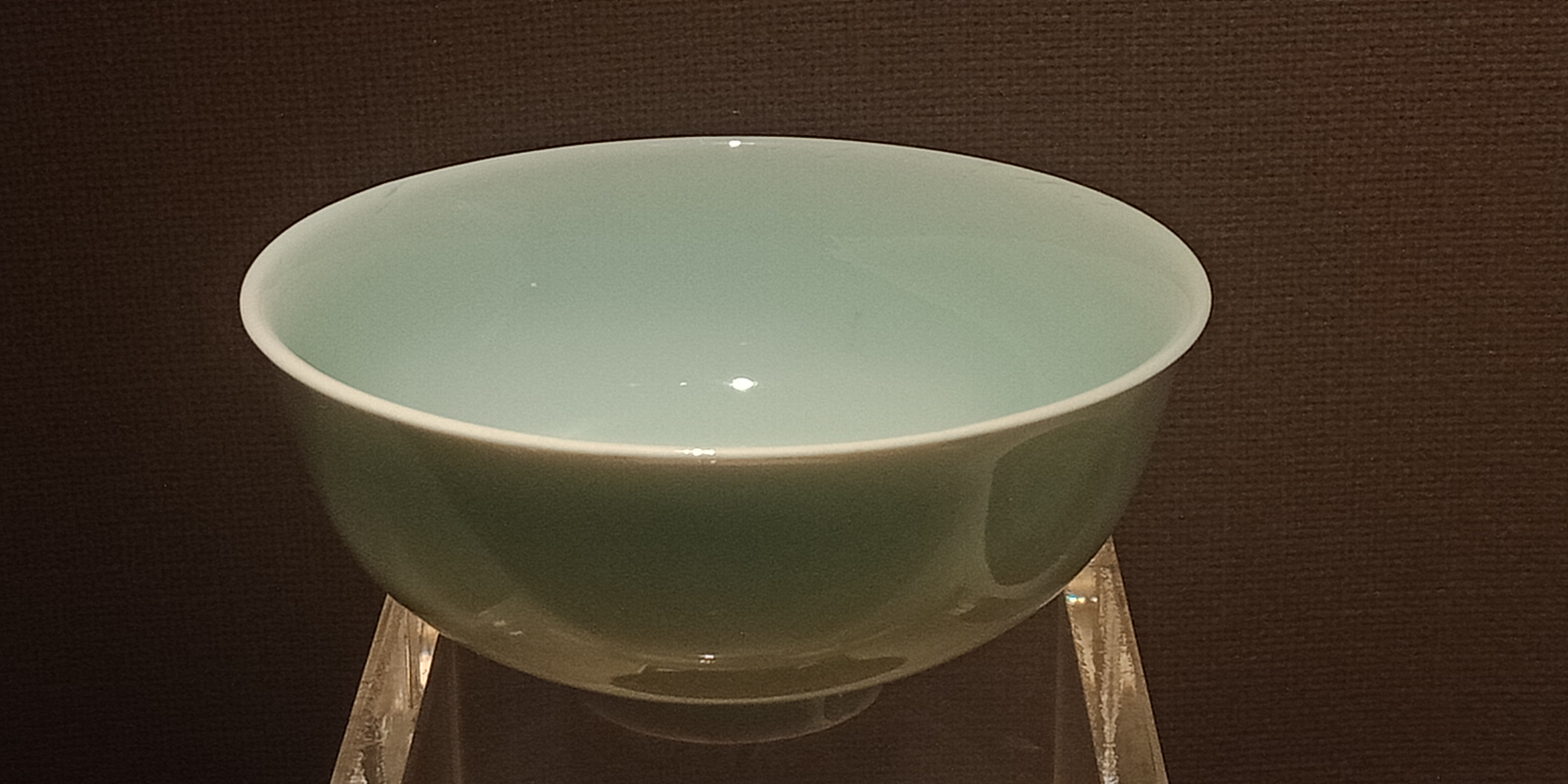
명 초소왕묘 출토 용천청자완
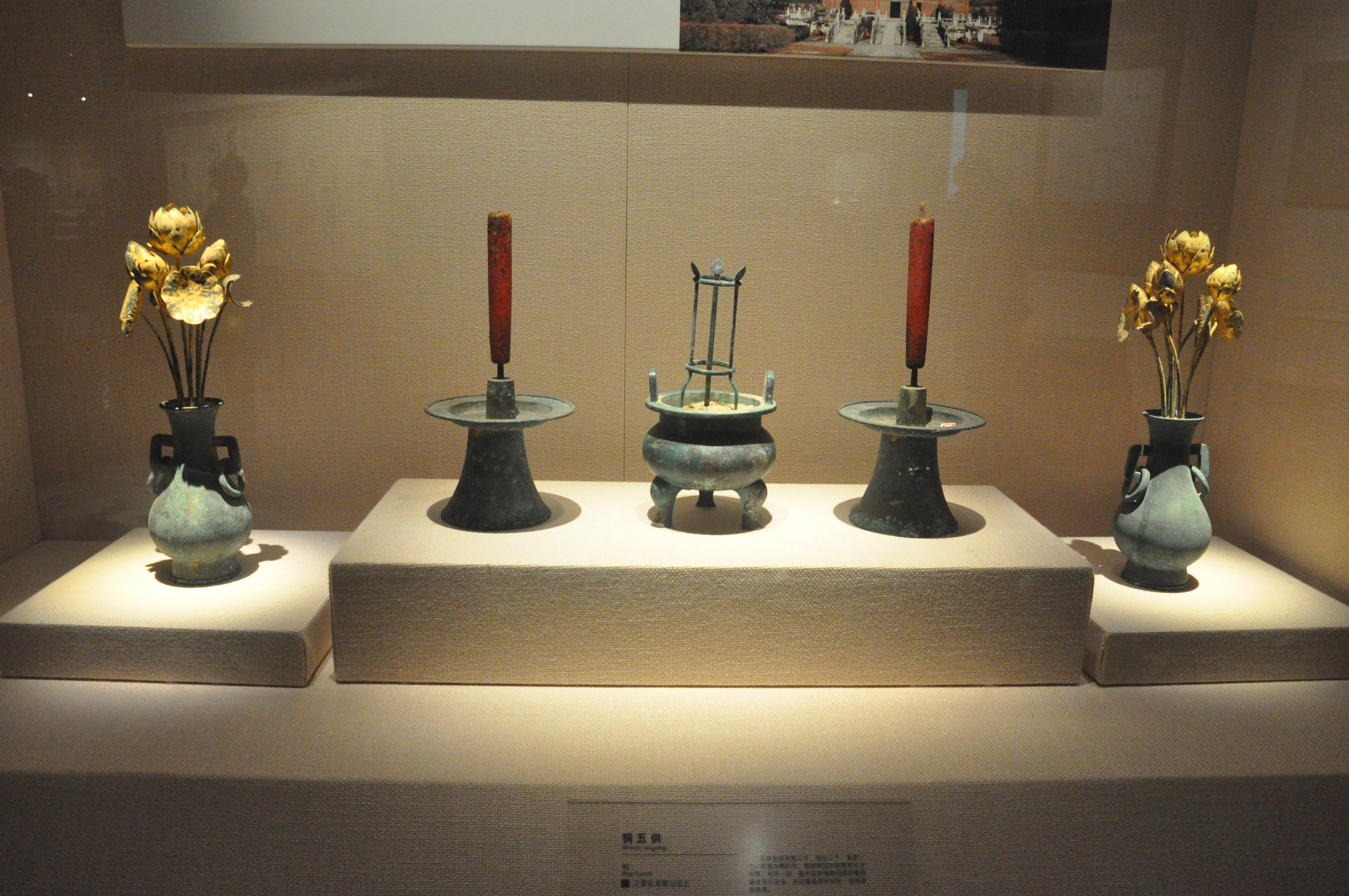
명 초왕묘 출토 동오공
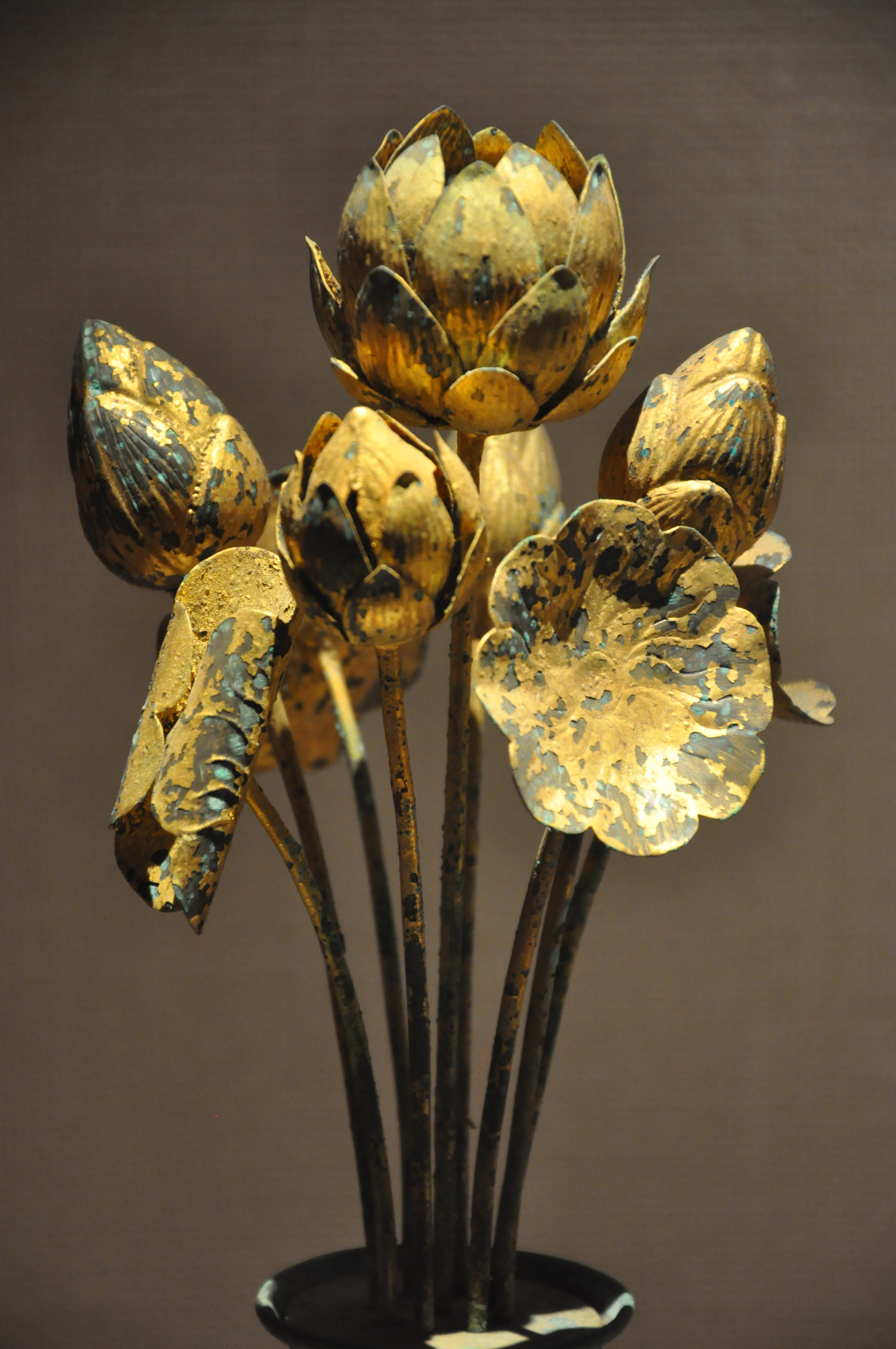
명 초왕묘 출토 동오공 - 금동화 부분
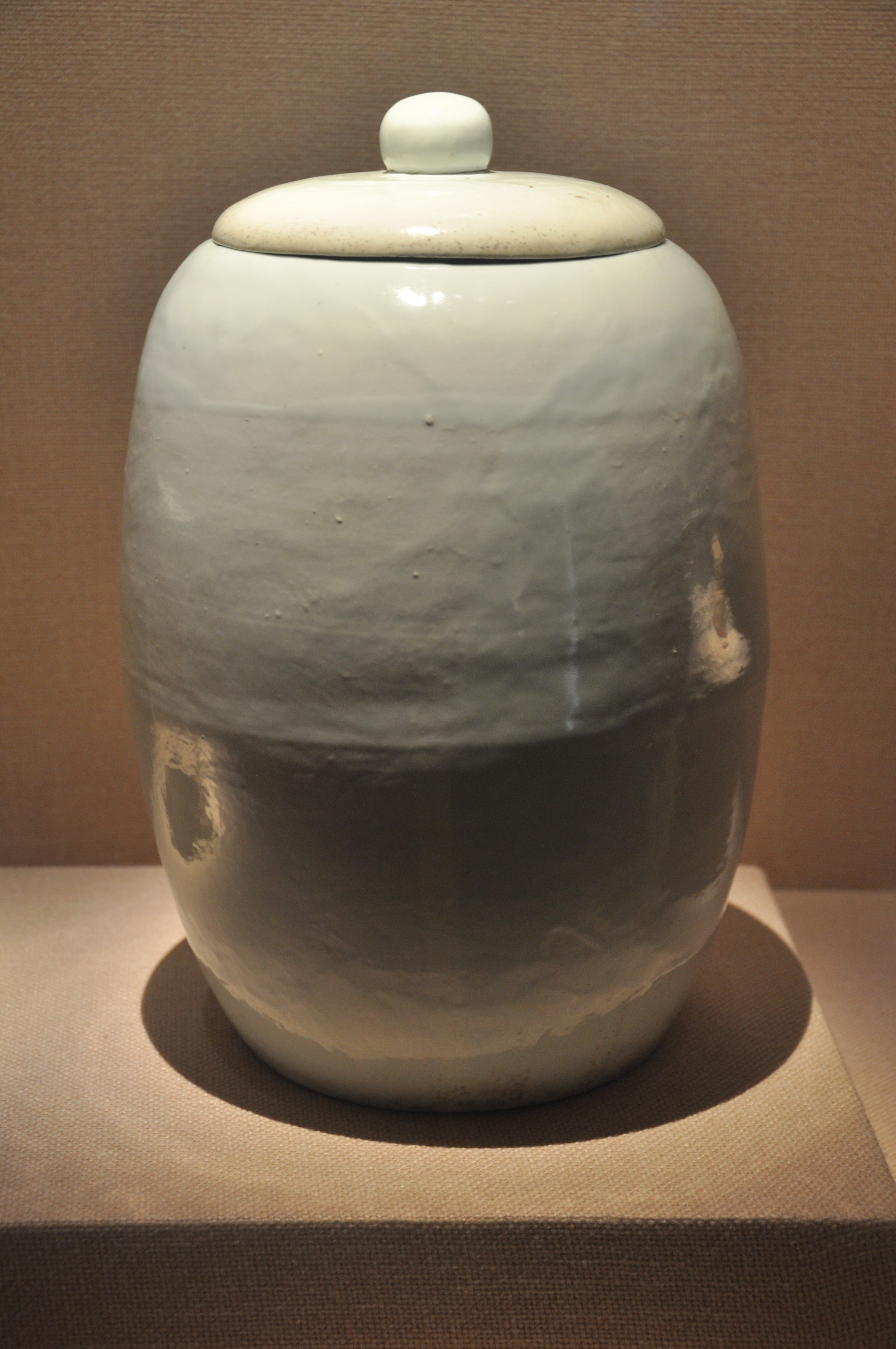
명 초왕묘 출토 청자관

## 참고자료
- 《명사(明史)》 권116

|  | 초왕 1370년 - 1424년 | 후임 아들 장왕 주맹완 |